# Regió de Prättigau/Davos

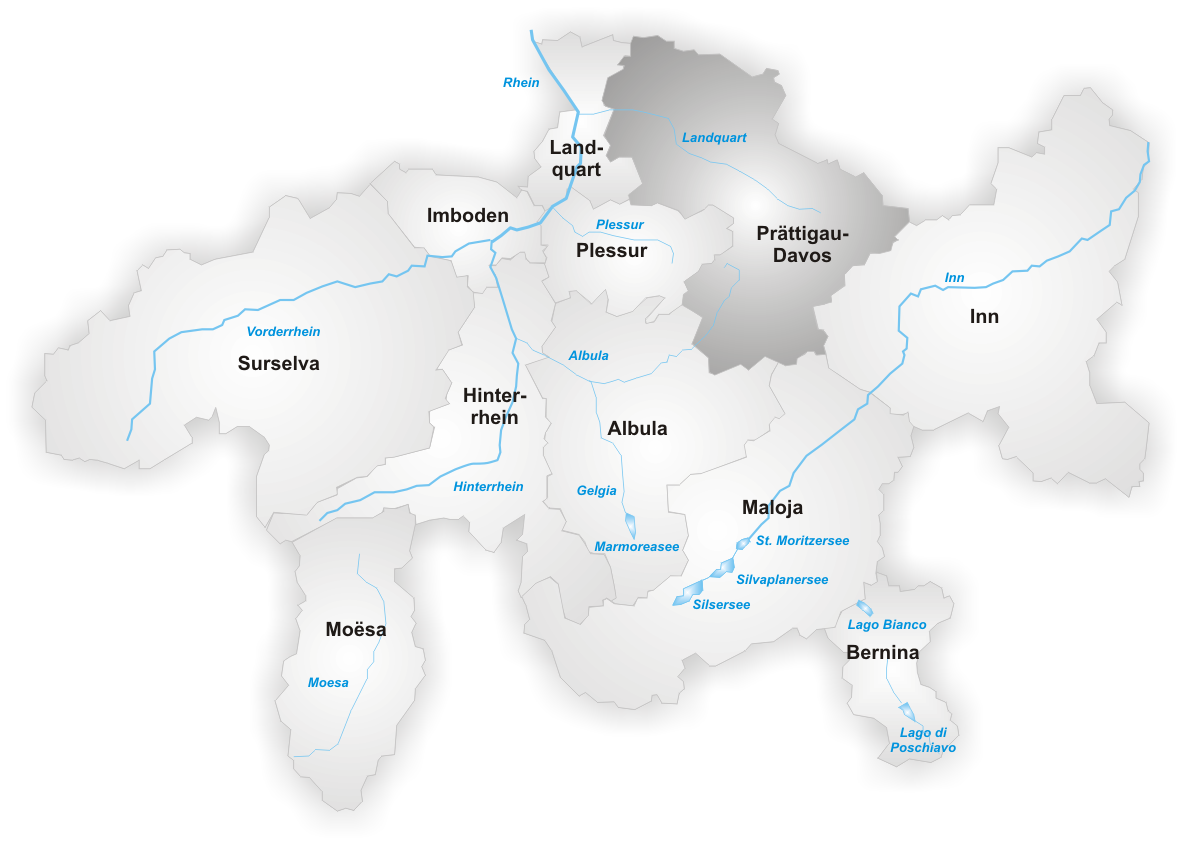
La Regió de Prättigau/Davos

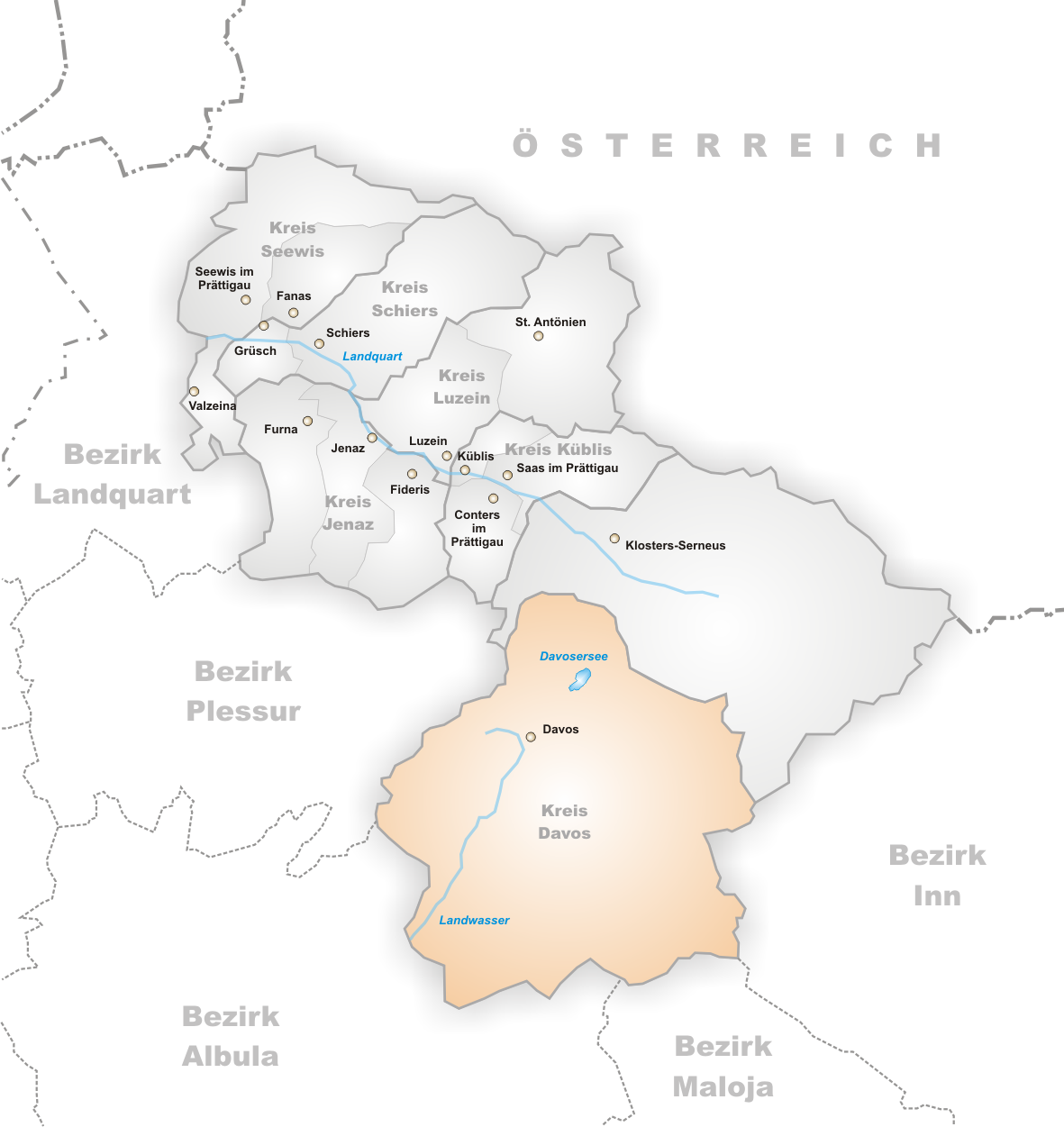
Municipis de la regió de Prättigau/Davos

La Regió de Prättigau/Davos és una de les 11 regions del cantó dels Grisons (Suïssa). És una regió amb l'alemany com a llengua oficial i està format per 15 municipis repartits en 7 cercles comunals. Té una població de 25926 habitants (cens de 2007) i una superfície de 853,40 km².

## Municipis
| Cercle de Davos | Cercle de Davos | Cercle de Davos      | Cercle de Davos   | Cercle de Davos |
| Escut           | Nom             | Població (Des. 2007) | Superfície in km² | Núm. OFS        |
| --------------- | --------------- | -------------------- | ----------------- | --------------- |
| Davos           | Davos           | 11'050               | 283.99            | 3851            |

| Cercle de Jenaz | Cercle de Jenaz | Cercle de Jenaz      | Cercle de Jenaz   | Cercle de Jenaz |
| Escut           | Nom             | Població (Des. 2007) | Superfície in km² | Núm. OFS        |
| --------------- | --------------- | -------------------- | ----------------- | --------------- |
| Fideris         | Fideris         | 592                  | 25.36             | 3861            |
| Furna           | Furna           | 215                  | 33.32             | 3862            |
| Jenaz           | Jenaz           | 1151                 | 25.91             | 3863            |

| Cercle de Klosters | Cercle de Klosters | Cercle de Klosters   | Cercle de Klosters | Cercle de Klosters |
| Escut              | Nom                | Població (Des. 2007) | Superfície in km²  | Núm. OFS           |
| ------------------ | ------------------ | -------------------- | ------------------ | ------------------ |
| Klosters-Serneus   | Klosters-Serneus   | 3862                 | 193.10             | 3871               |

| Cercle de Kübils     | Cercle de Kübils     | Cercle de Kübils     | Cercle de Kübils  | Cercle de Kübils |
| Escut                | Nom                  | Població (Des. 2007) | Superfície in km² | Núm. OFS         |
| -------------------- | -------------------- | -------------------- | ----------------- | ---------------- |
| Conters im Prättigau | Conters im Prättigau | 231                  | 18.40             | 3881             |
| Küblis               | Küblis               | 804                  | 8.14              | 3882             |
| Saas im Prättigau    | Saas im Prättigau    | 786                  | 26.71             | 3883             |

| Cercle de Luzein | Cercle de Luzein | Cercle de Luzein     | Cercle de Luzein  | Cercle de Luzein |
| Escut            | Nom              | Població (Des. 2007) | Superfície in km² | Núm. OFS         |
| ---------------- | ---------------- | -------------------- | ----------------- | ---------------- |
| Luzein           | Luzein           | 1164                 | 31.60             | 3891             |
| St. Antönien     | Sankt Antönien   | 374                  | 52.28             | 3893             |

| Cercle de Schiers | Cercle de Schiers | Cercle de Schiers    | Cercle de Schiers | Cercle de Schiers |
| Escut             | Nom               | Població (Des. 2007) | Superfície in km² | Núm. OFS          |
| ----------------- | ----------------- | -------------------- | ----------------- | ----------------- |
| Grüsch            | Grüsch            | 1266                 | 10.02             | 3961              |
| Schiers           | Schiers           | 2514                 | 61.66             | 3962              |

| Cercle de Seewis    | Cercle de Seewis    | Cercle de Seewis     | Cercle de Seewis  | Cercle de Seewis |
| Escut               | Nom                 | Població (Des. 2007) | Superfície in km² | Núm. OFS         |
| ------------------- | ------------------- | -------------------- | ----------------- | ---------------- |
| Fanas               | Fanas               | 391                  | 21.84             | 3971             |
| Seewis im Prättigau | Seewis im Prättigau | 1401                 | 49.63             | 3972             |
| Valzeina            | Valzeina            | 125                  | 11.44             | 3973             |

## Fusions

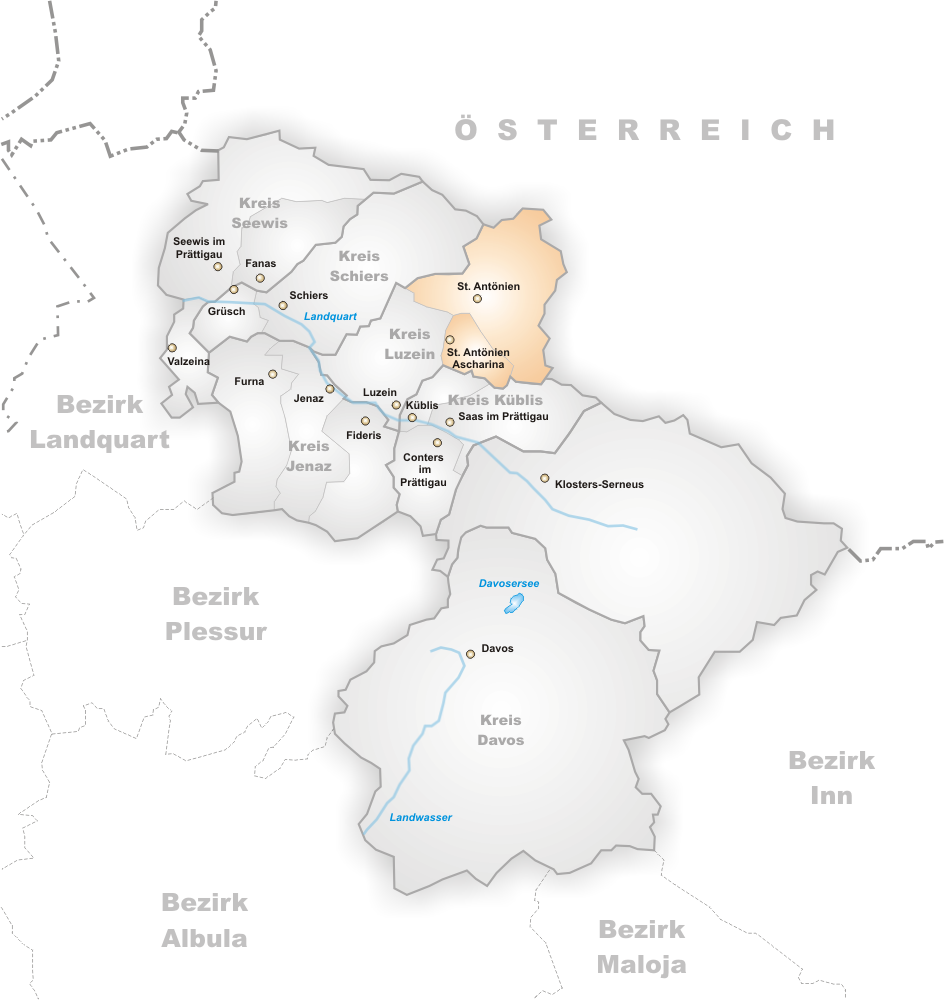
Municipis el 2006
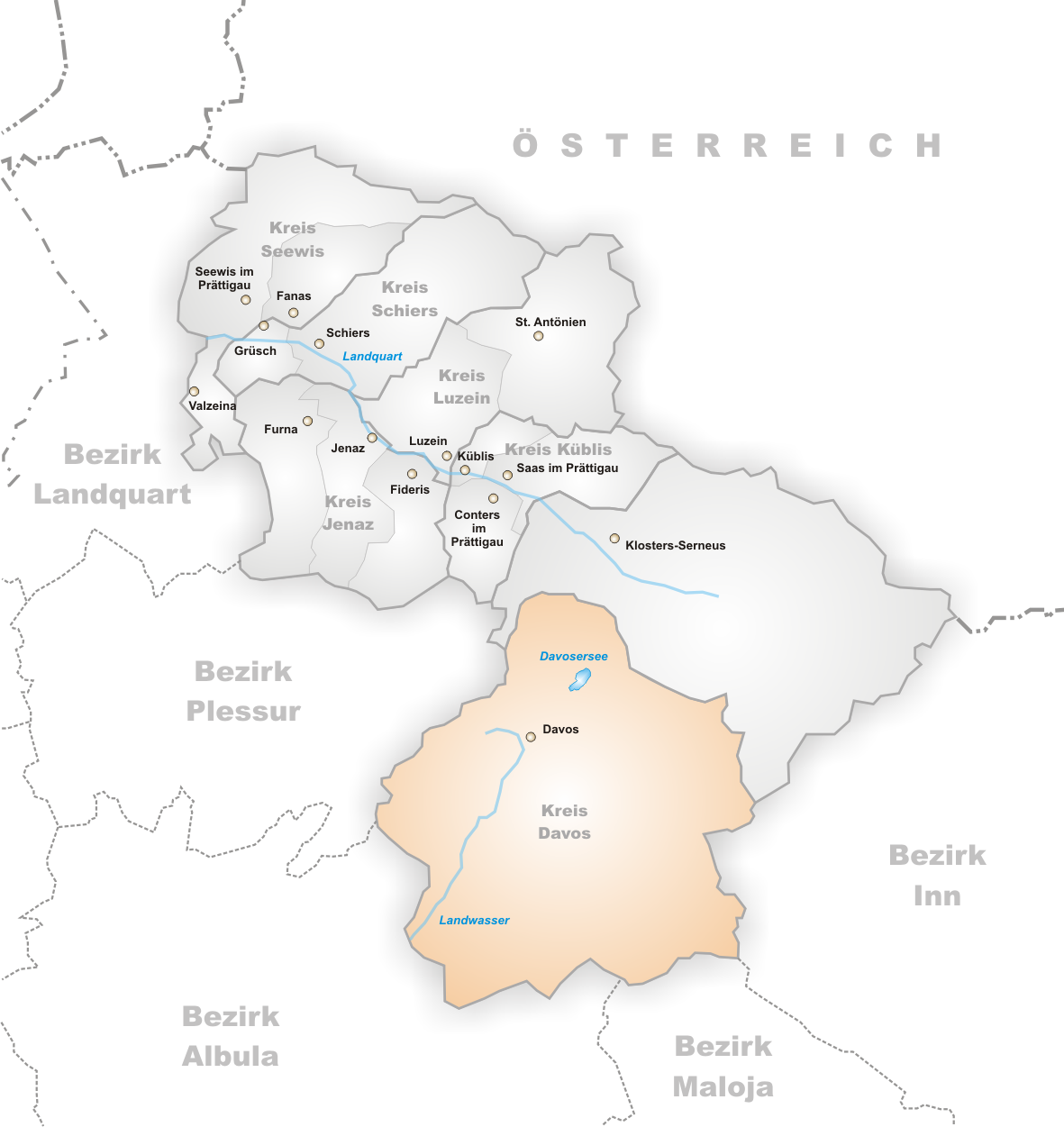
Municipis el 2008

- 2007: Sankt Antönien i St. Antönien Ascharina → Sankt Antönien

- 2009: Davos i Wiesen → Davos